# N24 (Luxemburg)
De N24 (Luxemburgs: Nationalstrooss 24) is een nationale weg in Luxemburg met een lengte van ongeveer 12 kilometer. De route verbindt Oberpallen met Useldange via Rippweiler. De route begint en eindigt aan de N22, die via een noordelijker route gaat. 

## Plaatsen langs de N24
- Oberpallen
- Beckerich
- Noerdange
- Rippweiler
- Useldange

N1 ·
N2 ·
N3 ·
N4 ·
N5 ·
N6 ·
N7 ·
N8 ·
N10 ·
N11 ·
N12 ·
N13 ·
N14 ·
N15 ·
N16 ·
N17 ·
N18 ·
N19 ·
N20 ·
N21 ·
N22 ·
N23 ·
N24 ·
N25 ·
N26 ·
N27 ·
N28 ·
N31 ·
N32 ·
N33 ·
N34 ·
N35 ·
N37 ·
N38
N50 ·
N51 ·
N52 ·
N53 ·
N55 ·
N56 ·
N57